# Етьєн Бакро

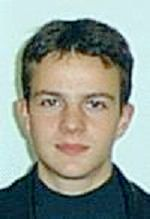
Шахіст у 1999 році

Етьєн Бакро (фр. Étienne Bacrot; нар. 22 січня 1983, Лілль, Франція) — французький шахіст, гросмейстер (1997). Гросмейстером став у віці 14 років і двох місяців.
Його рейтинг станом на березень 2020 року — 2673 (64-й у світі, 2-й серед шахістів Франції).
Шестиразовий чемпіон Франції 1999—2003, 2008 рр.

## Кар'єра

### 2015
У лютому 2015 року Бакро розділив 5 — 6 місця на міжнародному турнірі, що проходив в Баден-Бадені. Результат Етьєна — 3½ очка з 7 можливих (+0-0=7), турнірний перфоманс — 2743 очка.
У березні 2015 року з результатом 7 очок з 11 можливих (+3-0=8) посів 32 місце на чемпіонаті Європи, що проходив у Єрусалимі.
У травні 2015 року набравши 6 очок з 9 можливих (+4-1=4) розділив 4-12 місця на опен-турнірі «Nakhchivan Open-2015», що проходив у Нахічевані.
У серпні 2015 року з результатом 7 очок з 11 можливих (+3-0=8) Бакро став бронзовим призером чемпіонату Франції.
У жовтні 2015 року на чемпіонаті світу зі швидких та блискавичних шахів, що проходив у Берліні, посів:
 — 62 місце на турнірі зі швидких шахів, набравши 8 з 15 очок (+4-3=8),
 — 72 місце на турнірі з блискавичних шахів, набравши 11½ з 21 очка (+8-6=7).
У листопаді 2015 року в складі збірної Франції посів 4 місце на командному чемпіонаті Європи, що проходив у Рейк'явіку. Набравши 5 очок з 8 можливих (+2-0=6), Бакро показав другий результат серед шахістів, які виступали на четвертій шахівниці..

### 2016
У лютому 2016 року з результатом 7½ очок з 10 можливих (+5-0=5) посів 3-тє місце на міжнародному опен-турнірі Gibraltar Chess Festival 2016, що проходив у Гібралтарі.
У червні 2016 року, набравши 6½ очок з 9 (+4-0=5), Бакро розділив 7-12 місця на «3-му Портіччо опен» (Франція).
У грудні 2016 року з результатом 7½ очок з 9 можливих (+6-0=3) розділив 1-2 місця в опен-турнірі «8th CSC London Chess Classic FIDE Open», що проходив в рамках шахового фестивалю «London Chess Classic 2016».

## Зміни рейтингу
| На цьому місці має відображатися графік чи діаграма, однак з технічних причин його відображення наразі вимкнено. Будь ласка, не видаляйте код, який викликає це повідомлення. Розробники вже працюють для того, щоби відновити штатне функціонування цього графіка або діаграми. | |
| | На цьому місці має відображатися графік чи діаграма, однак з технічних причин його відображення наразі вимкнено. Будь ласка, не видаляйте код, який викликає це повідомлення. Розробники вже працюють для того, щоби відновити штатне функціонування цього графіка або діаграми. |